# Eustrotia melor
Eustrotia melor är en fjärilsart som beskrevs av Dyar 1912. Eustrotia melor ingår i släktet Eustrotia och familjen nattflyn. Inga underarter finns listade i Catalogue of Life.